# عقد 1850
| 1850 \| 1851 \| 1852 \| 1853 \| 1854 \| 1855 \| 1856 \| 1857 \| 1858 \| 1859 |

عقد 1850 هو الفترة الزمينة من 1 يناير 1850 إلى 31 ديسمبر 1859. كانت الخمسينات عقدا مضطربا جدا، حيث اندلعت الحروب مثل حرب القرم وهزت السياسة الأوروبية، فضلا عن توسع الاستعمار نحو الشرق الأقصى، الذي أثار أيضا صراعات مثل حرب الأفيون الثانية. في الوقت نفسه، شهدت الولايات المتحدة ذروة الهجرة الجماعية إلى الغرب الأمريكي، فشهدت البلاد ازدهارا اقتصاديا، فضلا عن تزايد السكان السريع.